# Tetanospasmin

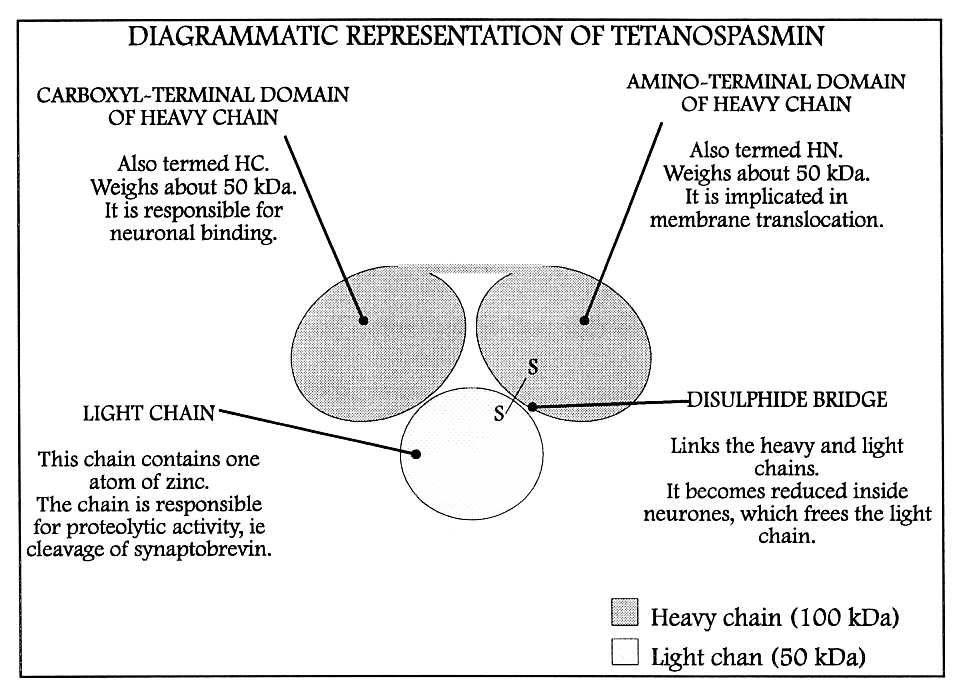
Cấu trúc của tetanospasmin

Độc tố uốn ván là một chất độc thần kinh cực kỳ mạnh được tạo ra bởi tế bào sinh dưỡng của vi khuẩn Clostridium tetani  trong điều kiện yếm khí, và gây bệnh uốn ván. Chúng không có chức năng với clostridia trong môi trường đất mà chúng thường gặp phải. Tetanospasmin còn được gọi là độc tố gây co giật, hoặc TeNT. LD50 của độc tố này đã được đo là khoảng 2,5-3 ng/kg, khiến nó có độc tính chỉ đứng sau độc tố botulinum (LD50 2 ng/kg)  là độc tố nguy hiểm nhất trên thế giới. Tuy nhiên, các xét nghiệm này chỉ được thực hiện trên chuột, chúng có thể có độc tính khác trong con người và các động vật khác.
C. tetani cũng sản sinh ra ngoại độc tố tetanolysin, một hemolysin, làm hủy hoại các mô.

## Phân bố

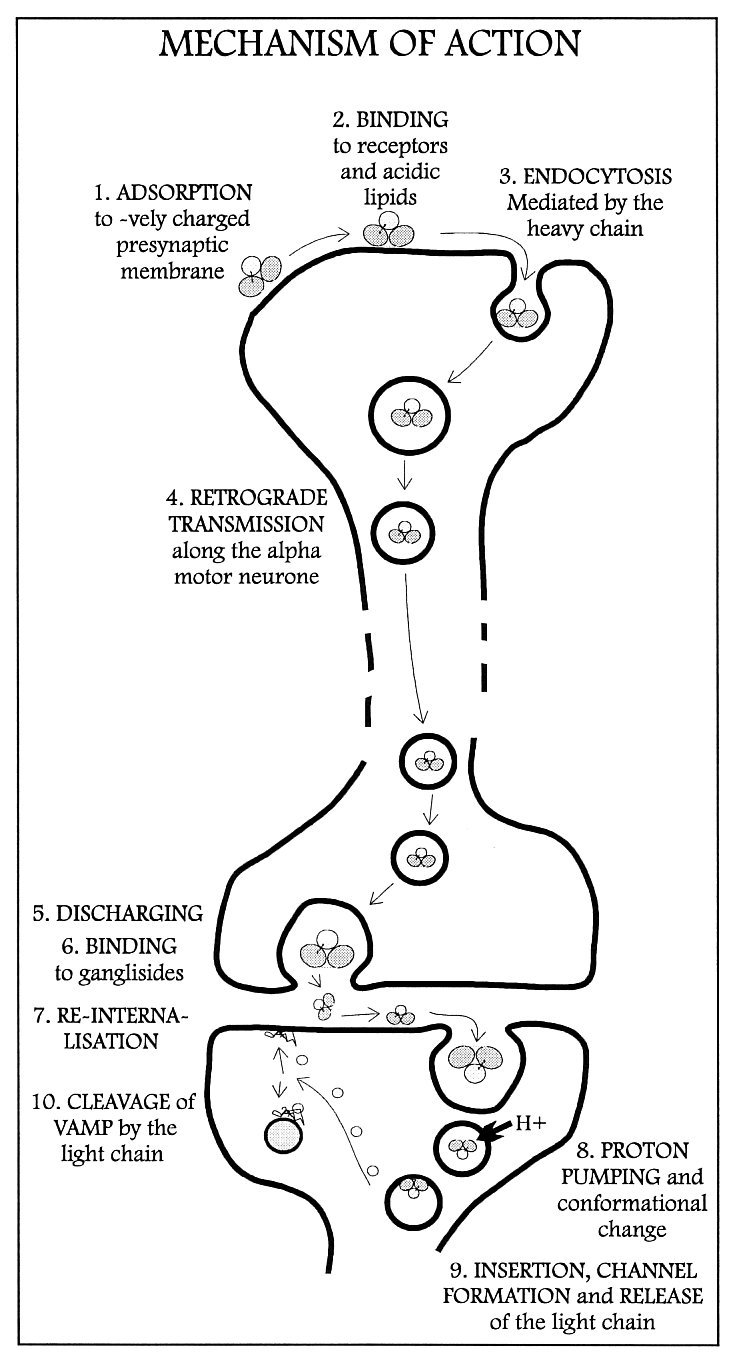
Cơ chế tác dụng của tetanospasmin

Độc tố uốn ván lan truyền qua không gian mô vào hệ bạch huyết và mạch máu. Chúng có thể xâm nhập vào hệ thần kinh ở các synap thần kinh-cơ và di chuyển qua các dây thần kinh vào hệ thống thần kinh trung ương bằng cách vận chuyển ngược sợi trục bằng cách sử dụng protein dynein.

## Cấu trúc
Protein độc tố uốn ván có trọng lượng phân tử 150kDa. Chúng được dịch mã từ gen tetX thành một protein sau đó được chia thành hai phần: chuỗi nặng 100kDa hoặc chuỗi B và chuỗi nhẹ 50kDa hoặc chuỗi A. Các chuỗi được nối với nhau bởi liên kết disulfide.
- Chuỗi B liên kết với dissialoganglioside (GD2 và GD1b) trên màng tế bào thần kinh và chứa một miền chuyển dịch giúp hỗ trợ chuyển động của protein trên màng tế bào đó vào nơron.
- Chuỗi A, một endopeptidase kẽm, tấn công protein màng liên quan đến túi chứa (VAMP).

Gen TetX mã hóa protein này nằm trên plasmid PE88.
Trình tự của protein này đã được lưu giữ trong Uniprot với mã thêm vào là P04958
Một số cấu trúc của miền gắn kết và miền peptidase đã được xác định bằng phương pháp tinh thể học tia X và được gửi trong PDBe. Một bản tóm tắt các cấu trúc này có sẵn bằng cách sử dụng ứng dụng UniPDB tại PDBe, ví dụ 1z7h hoặc 3hmy.

## Cơ chế tác dụng
Cơ chế hoạt động của TeNT có thể được chia nhỏ và thảo luận theo 6 bước khác nhau.
- Vận chuyển

1. Gắn kết đặc hiệu trong các tế bào thần kinh ngoại biên
2. Vận chuyển ngược theo sợi trục đến tế bào liên thần kinh ức chế hệ thần kinh trung ương (CNS)
3. Chuyển bào từ sợi trục vào tế bào liên thần kinh ức chế

- Hoạt động

1. Vận chuyển chuỗi nhẹ với trung gian nhiệt độ và pH vào bào tương
2. Khử liên kết disulphide giữa chuỗi nhẹ và chuỗi nặng
3. Phân cắt synaptobrevin